# Solieria nana
Solieria nana là một loài ruồi trong họ Tachinidae.